# Боме (Калвадос)
Боме (фр. Beaumais) насеље је и општина у северној Француској у региону Доња Нормандија, у департману Калвадос која припада префектури Кан.
По подацима из 2011. године у општини је живело 173 становника, а густина насељености је износила 16,12 становника/km². Општина се простире на површини од 10,73 km². Налази се на средњој надморској висини од 60 метара (максималној 83 m, а минималној 47 m).

## Демографија
| 1962. | 1968. | 1975. | 1982. | 1990. | 1999. | 2011. |
| ----- | ----- | ----- | ----- | ----- | ----- | ----- |
| 216   | 217   | 205   | 169   | 157   | 164   | 173   |

График промене броја становника у току последњих година